# Section de l'intérieur du Conseil d'État français
La section de l'intérieur est l'une des cinq sections administratives du Conseil d'État français.

## Dénomination
La dénomination de la section de l'intérieur a été réformée à de nombreuses reprises depuis le XIXe siècle :
- 1873 - 1879 : Section de l'Intérieur, de la justice, de l'Instruction publique, des cultes et des Beaux-Arts
- 1880 - 1913 : Section de l'Intérieur, des cultes, de l'Instruction publique et des Beaux-Arts
- 1914 - 1931 : Section de l'Intérieur de l'Instruction publique et des Beaux-Arts
- 1932 - 1934 : Section de l'Intérieur de l'Instruction publique, des Beaux-Arts et de la santé publique
- 1935 - 1939 : Section de l'Intérieur, de la Justice, de l’Éducation nationale et des Beaux-Arts
- 1941 - 1945 : Section de l'Intérieur, de l'Instruction publique et des Beaux-Arts
- Depuis 1946 : Section de l'Intérieur

## Missions
La section de l’intérieur est chargée d’examiner les textes (lois, ordonnances et décrets) liés à la politique intérieure qui relèvent du Premier ministre ; du garde des sceaux, ministre de la Justice ; ou, qui sont relatifs à la sécurité intérieure, aux libertés publiques et aux élections politiques ; à l'outre-mer et aux collectivités territoriales ; au droit d’asile ; à l’immigration et à l’intégration ; aux rapatriés ; à la jeunesse ; à la vie associative ; au sport ; à la culture, à la langue française et aux langues de France ; aux médias et à la communication audiovisuelle ; à l’Institut de France et à ses académies.

### En matière de nationalité
En matière de nationalité, le Conseil d’État, par sa section de l’intérieur, rend des avis conformes que le gouvernement est obligé de suivre sur les projets de décret qui :
- rapportent un décret de naturalisation ou de réintégration dans la nationalité française dans un délai de deux ans (découverte d’une fraude ; absence de résidence en France, manque d'assimilation, présence insuffisante en France) ;
- actent le retrait de la nationalité française (individu ayant la nationalité d’un autre État, se comportant comme le citoyen de cet État et ayant commis des actes contraires aux intérêts de la France ; ou, individu exerçant une activité dans une armée, un service public étranger ou une organisation internationale dont la France ne fait pas partie, malgré l’ordre du gouvernement de cesser) ; ou,
- qui en prononcent la déchéance dans un délai de 10 à 15 ans (condamnation pour un crime constituant une atteinte aux intérêts fondamentaux de la Nation ; condamnation pour un crime ou un délit constituant un acte de terrorisme ; condamnation pour un crime ou un délit constituant une atteinte à l’administration publique dans l’exercice d’une fonction publique ; non-respect des obligations résultant du code du service nationale ; accomplissement d’actes au profit d’un État étranger incompatibles avec le fait d’être Français)[3].

À noter que l'annulation du décret a un effet pour l'avenir et pour le passé (l’individu est réputé n’avoir jamais eu la nationalité, même si les droits acquis avant la publication du décret restent valables), tandis que la perte et la déchéance ont un effet uniquement pour l'avenir.

## Composition

### Présidence
La présidence de la section de l'intérieur a successivement été assurée par :
- …  - 1852 : M. Delangle
- 1852 - 1855 : Louis-Bernard Bonjean[4]
- 1855 - 1857 : le baron François Joseph Boulay de la Meurthe[5]
- 1857 - 1863 : Edouard Boinvilliers
- 1863 - 1865 : Constant Thuillier
- 1865 - 1869 : Jean-Baptiste Duvergier
- 1869 - 1870 : Jules François Riché
- 1872 - 1879 : Victor Groualle
- 1880 - 1889 : Paul Collet
- 1890 - 1897 : Georges Coulon
- 1898 - 1910 : Paul Dislère
- 1911 - 1919 : Henry Hébrard de Villeneuve
- 1919 - 1936 : Jean Maringer
- 1936 - 1940 : Georges Cahen-Salvador
- 1940 - 1941 : Edmond Rouchon-Mazerat
- 1941 - 1942 : Maurice Reclus
- 1942 - 1944 : Jean-Marie Roussel
- 1945 : Georges Cahen-Salvador
- 1946 - 1963 : Georges Michel
- 1963 - 1967 : Pierre Chasserat
- 1967 - 1974 : Roland Maspétiol
- 1975 - 1981 : Marc Barbet
- 1981 - 1982 : Jacques Aubert
- 1982 - 1987 : Jean Kahn
- 1987 - 1994 : Michel Bernard
- 1994 - 1997 : Dieudonné Mandelkern
- 1997 - 2002 : Jean-Pierre Leclerc
- 2002 - 2004 : Bruno Genevois
- 2004 - 2014 : Yves Robineau
- 2014 - 2016 : Christian Vigouroux
- 2016 - 2018 : Bruno Lasserre
- 2018 - 2023 : Sylvie Hubac
- Depuis 2023 : Thierry Tuot